# Кольцово (Новосибирская область)
Кольцо́во — посёлок городского типа (рабочий посёлок) в Новосибирской области, имеющий статус наукограда Российской Федерации.
Входит в Новосибирскую агломерацию. Образует муниципальное образование рабочий посёлок Кольцово со статусом городского округа как единственный населённый пункт в его составе.
Рабочий посёлок Кольцово приравнен к городам областного значения.
Население — 20883 чел. (01.01.2024г.) Данные Росстат.

## География
Расположен в 25 километрах от центра Новосибирска и 10 километрах от новосибирского Академгородка. Со всех сторон полностью окружён территорией Новосибирского района.
Площадь посёлка 896,27 га (8,9627 км²). Площадь территории муниципального образования р.п. Кольцово — 18,97 км².
Через посёлок протекает река Забабуриха.

## История
История Кольцово неразрывно связана с историей Государственного научного центра вирусологии и биотехнологии «Вектор» (ГНЦ ВБ «Вектор»).
Когда в 1974 году Совет министров СССР постановил открыть под Новосибирском Всесоюзный научно-исследовательский институт молекулярной биологии (ныне ГНЦ ВБ «Вектор»), было также принято решение о строительстве рабочего посёлка как места жительства сотрудников этого института. Первые несколько домов, построенные с 1975 года, относились к селу Барышево Новосибирского района Новосибирской области.
30 августа 1979 года решением исполкома Новосибирского областного совета народных депутатов посёлок микробиологов был выделен из состава села Барышева в отдельный рабочий посёлок в составе Новосибирского сельского района. Эта дата считается официальным днём образования посёлка.
Своё название посёлок получил в честь известного российского биолога, цитолога, генетика Николая Кольцова.
Решением Новосибирского облисполкома № 483 от 16 октября 1989 г. в состав рабочего посёлка Кольцово был включён посёлок Новоборск Барышевского сельсовета Новосибирского района. Новоборск возник при Государственном племенном птицезаводе «Новосибирский» (1977). Население микрорайона «Новоборский» на 1 января 2014 года составляло 959 чел., генеральным планом предусматривается его рост к 2024 году до 2,3 тыс. жителей.
Указом Президента Российской Федерации от 17 января 2003 года посёлку Кольцово присвоен статус наукограда на срок до 31 декабря 2025 года. Одновременно Указом президента была утверждена Программа развития Кольцово.
В 2005 году посёлок Кольцово был выделен из Новосибирского района и стал самостоятельным городским округом в составе Новосибирской области.
В сентябре 2015 года была открыта автодорога Барышево — Орловка — Кольцово, в том числе — проходящий под железнодорожными путями тоннель между Кольцовом и Барышевом. Благодаря вводу в эксплуатацию этого объекта улучшилась транспортная связь с Новосибирском.
В декабре 2015 года состоялось открытие Центра коллективного пользования Биотехнопарка.
Одним из новых направлений развития наукограда становится центральный проект в рамках проекта «Академгородок 2.0.» – строительство Центра коллективного пользования «Сибирский кольцевой источник фотонов» (ЦКП "СКИФ"), уникального сверхсовременного мультидисциплинарного инструмента, объекта класса «мегасайенс», способствующего увеличению количества исследований мирового уровня 

## Население
| 1989    | 2002    | 2007    | 2009    | 2010    | 2012    | 2013    | 2014    |
| ------- | ------- | ------- | ------- | ------- | ------- | ------- | ------- |
| 7946    | ↗9570   | ↗11 479 | ↘9976   | ↗12 319 | ↗13 033 | ↗13 678 | ↗14 588 |
| 2015    | 2016    | 2017    | 2018    | 2018    | 2019    | 2019    | 2020    |
| ↗14 839 | ↗15 531 | ↗15 938 | ↗16 467 | →16 467 | ↗17 450 | →17 450 | ↗17 480 |
| 2020    | 2021    |         |         |         |         |         |         |
| →17 480 | ↗20 862 |         |         |         |         |         |         |

По данным переписи населения в 2010 году в посёлке проживало 12 319 человек, из них 5606 мужчин, 6713 женщин (84 мужчины на 100 женщин).

## Местное самоуправление
Органами местного самоуправления наукограда являются: Совет депутатов рабочего посёлка Кольцово и администрация рабочего посёлка. Совет депутатов состоит из 27 человек. Высшим должностным лицом Кольцово является глава рабочего посёлка.

## Главы администрации
- Красников, Николай Григорьевич (р. 17.04.1955) — глава администрации рабочего посёлка Кольцово с 1991 по настоящее время.

## Научно-производственный комплекс
В ГНЦ ВБ «Вектор» ведётся работа с вирусами оспы, Эбола, Марбург, Ласса, Мачупо и другими, разрабатываются вопросы профилактики клещевого энцефалита; исследуется также вирус птичьего гриппа. В ГНЦ ВБ «Вектор» находится одна из двух в мире лабораторий, в которых хранятся коллекции вируса натуральной оспы и других патогенных для человека ортопоксвирусов.
В Кольцово работают компании, занимающиеся производством натуральной косметики, препаратов для ветеринарии, диабетических продуктов, программного обеспечения.

## Бизнес-инкубатор и Биотехнопарк Кольцово

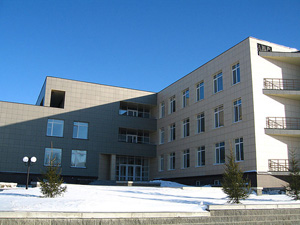
Бизнес-инкубатор наукограда Кольцово

С 2007 года в Кольцове работает бизнес-инкубатор — офисно-производственный комплекс для начинающих предприятий малого и среднего бизнеса. Компании, созданные менее года назад, могут на конкурсной основе стать резидентами бизнес-инкубатора и в течение трёх лет арендовать его помещения на льготной основе. По истечении трёх лет такая компания обязана покинуть бизнес-инкубатор.
13 апреля 2007 года было объявлено о предстоящем начале строительства технопарка Кольцово. Первыми резидентами технопарка названы компания «ИмДи» (производство медицинских тест-систем) и Центр финансовых технологий (производство программного обеспечения для финансового сектора)
. Производство систем глубокой очистки воздуха готовится строить и один из первых резидентов бизнес-инкубатора — компания «Аэросервис».
28 ноября 2008 года администрация Кольцово подписала соглашение с компанией «САН» о размещении на площадке технопарка Кольцово производства широкоформатных принтеров и чернил к ним.

## Образование
Кольцовская школа № 5 с углубленным изучением английского языка, Биотехнологический лицей № 21 и Лицей «Технополис», пять организаций дошкольного и три дополнительного образования, Кольцовская городская библиотека.

## Жилищное строительство

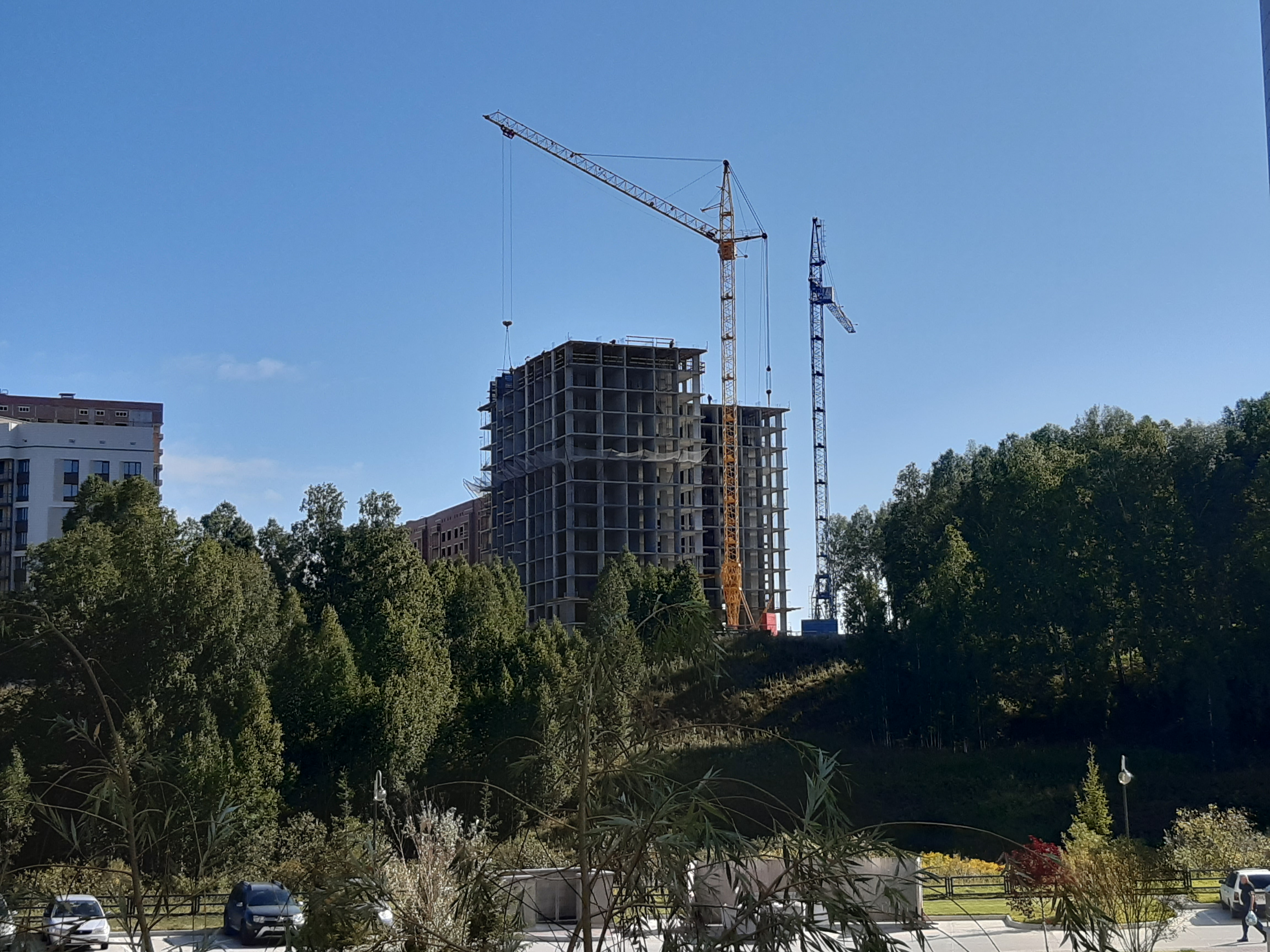
Вид на строительство 5-го микрорайона, 2020 год

После присвоения статуса наукограда в Кольцово возобновилось активное жилищное строительство. Объёмы возведённого жилья за период с 2003 по 2007 год увеличились в четыре раза. В 2007 году началась комплексная застройка III микрорайона по улицам Вознесенская и Молодёжная (в целом завершена к 2012 году, последние 2 многоэтажных дома введены в эксплуатацию в 2018 году). С 2013 года велась комплексная застройка IV микрорайона (по улице Рассветная), к 2020 году введён в эксплуатацию последний многоэтажный дом. С 2018 года ведётся застройка нового микрорайона малоэтажного строительства (3-5 этажей) «Спектр», а также началось комплексное строительство V микрорайона («Никольский») — до 20 многоэтажных домов, школа и детский сад (первый дом был сдан в декабре 2020 года).
В 2023 году на территории микрорайона 5А наукограда началось строительство жилого комплекса «Счастье в Кольцово». Проект реализует группа «Эталон». В составе первой очереди комплекса восемь корпусов переменной этажности, подземный паркинг и колясочные на первых этажах. На территории ЖК «Счастье в Кольцово» будут построены собственная школа и детский сад.
Объёмы строительства нового жилья в расчёте на одного жителя составили в 2007 году 4 м²., что вывело наукоград в лидеры жилищного строительства в сибирском регионе.

## Религия
В 2009 году в наукограде была построена церковь Введения во храм Пресвятой Богородицы.

## Спорт
В посёлке с советского времени существует стадион, на котором периодически проводятся легкоатлетические и иные спортивные соревнования районного и областного уровня. В зимнее время там работает открытый ледовый каток. В 2019 году введён в эксплуатацию современный крытый бассейн с отдельной чашей для детей и занятий лечебной водной гимнастикой. В 2021 году построены Универсальный физкультурно-оздоровительный комплекс (УФОК)и Ледовый дворец в Новоборском микрорайоне.
В наукограде организуется ежегодный легкоатлетический пробег «Кольцо вокруг Кольцово» на дистанции 200, 600 и 3000 м. Маршрут проходит по пешеходным дорожкам и участку автомобильной дороги (транспортное движение во время мероприятия приостанавливается). В пробеге принимает участие мэр Кольцово Николай Красников.
С 2010-х годов действует спортивная организация «Академия борьбы» с секциями вольной борьбы и бразильского джиу-джитсу.
В Кольцово был создан простынбол, командная игра, известная в ряде городов России, а также в Беларуси.

## Транспорт
Посёлок Кольцово связан с Новосибирском и с Новосибирским Академгородком маршрутами автобусов № 139 и № 170, а также маршрутами маршрутного такси № 322 и № 317. Большую положительную роль в обеспечении транспортной доступности сыграл пуск в эксплуатацию подземного путепровода через железную дорогу в селе Барышево в 2015 году (ранее автомобильная дорога проходила через 4-путную железную дорогу по оборудованному шлагбаумами переезду, где время ожидания автомобилистов составляло зачастую 30-40 и более минут). Многие жители Кольцово пользуются услугами пригородных электропоездов (остановочная платформа «Барышево» находится в 1 км от посёлка).

## Города-побратимы
- Гроцка, Сербия (с 2018 года)[56];
- Горки, Беларусь (с 2019 года)[57].

## Разное
- В честь наукограда Кольцово назван астероид 9154 Кольцово[58].
- По оценкам профессора МАРХИ Вячеслава Глазычева, Кольцово является одним из наиболее успешных российских малых городов, а его подушевой бюджет сопоставим с бюджетами северогерманских городов[59].
- В Кольцово в 2008 году запущен крупнейший ликёроводочный завод ЗАО «Сибирский ЛВЗ» (выпускает водки «Зелёная марка», «Журавли», «Талка»)[источник не указан 862 дня].